# Gabriele Gatti
Gabriele Gatti (ur. 27 marca 1953) – sanmaryński polityk, deputowany do parlamentu od 1978, Sekretarz Stanu do spraw Politycznych i Zagranicznych w latach 1986–2002. Kapitan regent San Marino od 1 października 2011 do 1 kwietnia 2012.

## Życiorys
Gabriele Gatti urodził się w 1953. Ukończył literaturę i filozofię na Uniwersytecie w Urbino.
W 1974 wstąpił do Chrześcijańsko-Demokratycznej Partii San Marino (PDCS). W latach 1979–1985 zajmował stanowisko jej przewodniczącego, a następnie w latach 1985–1987 przewodniczącego. W 2002 był przewodniczącym Rady Centralnej PDCS.
W 1978 został wybrany deputowanym do Wielkiej Rady Generalnej, uzyskując reelekcję w każdych następnych wyborach, w tym w ostatnich z 2008. W tym czasie wchodził w skład wielu komisji parlamentarnych, m.in. Komisji ds. Ubezpieczeń Społecznych, Komisji Planowania, Komisji Finansów i Budżetu oraz Komisji Sprawiedliwości.
Od 26 lipca 1986 do 20 maja 2002 pełnił funkcję sekretarza stanu do spraw politycznych i zagranicznych. W tym czasie San Marino wstąpiło do wielu organizacji międzynarodowych (ONZ, Rady Europy, FAO, MFW). Podpisało szereg umów o współpracy i unii celnej z Unią Europejską, a także umów dwustronnych z licznymi państwami Od maja do listopada 1990 był przewodniczącym Komitetu Ministrów Rady Europy. 3 grudnia 2008 objął stanowisko sekretarza stanu ds. finansów i budżetu.
15 września 2011 został wybrany przez Wielką Radę Generalną na stanowisko kapitana regenta. Urząd objął 1 października 2011, razem z Matteo Fiorinim, na półroczną kadencję.
Za swoją działalność został odznaczony Krzyżem Wielkim Orderu Zasługi Republiki Włoskiej oraz Orderem pro merito Melitensi.